# Stanisław Żochowski
Stanisław Żochowski, ps. „Brodzic” (ur. 17 lutego 1908 w Łomży, zm. 1 lutego 1999 w Brisbane) – polski prawnik, politolog i historyk, kapitan dyplomowany Wojska Polskiego (II RP), w czasie II wojny światowej major Narodowych Sił Zbrojnych, na emigracji mianowany podpułkownikiem.

## Życie i działalność
Pochodził z rodziny szlacheckiej pieczętującej się herbem Brodzic. Pradziad Stanisława – Józef Żochowski był żonaty z Marią Kisielnicką z Kisielnicy. Jego dziadkowi Henrykowi skonfiskowano majątek w powiecie augustowskim. Ojciec Zygmunt był kapitanem wojsk rosyjskich w 14 Ołonieckim pułku piechoty, żonaty z Wandą Salomeą Władysławą ze Szczęsnowiczów ze Żmudzi.
Ukończył gimnazjum w Łomży.
W latach 1927–1930 studiował w Szkole Podchorążych Piechoty w Ostrowi Mazowieckiej. Został dowódcą plutonu, potem kompanii w pp Leg. w Lublinie. W latach 1931–1935 studiował prawo na KUL-u, uzyskując tam tytuł magistra.
W 1935 r. jego żoną została Maria Truszkowska z majątku Godów w pow. puławskim. W latach 1936–1938 studiował w Wyższej Szkole Wojskowej w Warszawie. W 1938 r. był I oficerem sztabu 29 Dywizji Piechoty. Zaś w 1939 r. kwatermistrzem tej dywizji.
Uczestniczył w kampanii wrześniowej, m.in. w walkach w rejonie Piotrkowa Trybunalskiego. Dywizja została rozbita w składzie armii gen. Stefana Dąb-Biernackiego. W 1939 i 1940 roku podejmował nieudane próby przejścia granicy do Francji.
W 1941 r. dowódca byłej 29 DP Ignacy Oziewicz wezwał go do Warszawy. Został szefem Oddz. III w Narodowej Organizacji Wojskowej. Po rozłamie w NOW, w 1942 r. przeszedł do tworzonej przez płk. Ignacego Oziewicza organizacji Narodowe Siły Zbrojne (NSZ) i został szefem sztabu dowództwa NSZ. Jeździł na inspekcje do terenowych ogniw NSZ. Obaj dążyli do połączenia NSZ z ZWZ-AK, z zachowaniem odrębności NSZ.
W 1943 r. aresztowano gen. Grota Roweckiego i płk. Ignacego Oziewicza. Nowym dowódcą NSZ został płk. dypl. inż. T. Kurcyusz. W obliczu tarć między dowództwami AK i NSZ na tle warunków połączenia, płk. Kurcyusz wysłał kpt. Żochowskiego do Naczelnego Wodza PSZ w Londynie dla omówienia warunków połączenia obydwu formacji. W 1944 po trzymiesięcznej podróży przez Bałkany, dotarł do Londynu, gdzie został odznaczony Krzyżem Walecznych. Po wykonaniu zadania otrzymał przydział do Sztabu Naczelnego Wodza w Oddziale Operacyjnym. Wkrótce przeniesiono go do 2 Korpusu we Włoszech. Tam krótko dowodził 17 batalionem strzelców lwowskich, następnie był znów w sztabie Korpusu, z dodatkowymi zadaniami oficera łącznikowego gen. Andersa do Brygady Świętokrzyskiej NSZ, stacjonującej w Niemczech.
Wykorzystując konspiracyjne kontakty na kraj, sprowadził żonę i córkę do Włoch. W 1946 roku nastąpiła demobilizacja Korpusu.
Major Stanisław Żochowski wraz z rodziną osiadł w południowej Anglii, na dzierżawie małej farmy kwiatowo-owocowej. W 1950 wyjechał do Australii, osiedlając się w Brisbane. Pod koniec lat 50. Władysław Anders awansował go do stopnia podpułkownika. W 1991 zmarła bezdzietnie jego jedyna córka Hania.
W 1993 obronił doktorat z nauk politycznych z zakresu współczesnej historii Polski, na Polskim Uniwersytecie Na Obczyźnie w Londynie, który wręczył mu były rektor tej uczelni, prof. Jerzy Gawenda.
Autor wielu książek o tematyce politycznej, polskiej armii, Narodowych Siłach Zbrojnych, Polskich Siłach Zbrojnych na Zachodzie oraz o losach rodziny, był członkiem Polskiego Towarzystwa Naukowego Na Obczyźnie.

## Publikacje książkowe
- Brytyjska polityka wobec Polski 1916-1948, Londyn 1978.
- Monografia generała dywizji Tadeusza Kutrzeby, Londyn 1979, Lublin 1997
- Gen. Stanisław Fiszer, szef sztabu ks. Józefa, Londyn 1981.
- O Narodowych Siłach Zbrojnych – NSZ, Londyn 1983.
- Nasz pamiętnik (1914-1984) (współautor: Maria Żochowska), Londyn 1984, Lublin 1993
- British Policy in Relation to Poland in 2nd World War, New York 1988.
- Unia brzeska w Polsce XVII wieku. Monografia ks. Cypriana Żochowskiego Metropolity całej Rusi i Arcybiskupa Połockiego (1635-1693), Brisbane-Londyn 1988.
- Wywiad polski we Francji 1940–1945, Londyn 1990.
- Myślę o wrześniu 1939, Londyn 1993.
- Rządy zbirów 1940-1990 (współautor: Henryk Pająk), Wyd. Retro, Lublin 1996, 1997[5][6]